# Liste der Naturdenkmale in Jungingen
| Naturdenkmale | Anzahl |
| ------------- | ------ |
| FND           | 0      |
| END           | 3      |
| Gesamt        | 3      |

Die Liste der Naturdenkmale in Jungingen nennt die verordneten Naturdenkmale (ND) der im baden-württembergischen Zollernalbkreis liegenden Gemeinde Jungingen. In Jungingen gibt es insgesamt drei als Naturdenkmal geschützte Objekte, keines ist ein flächenhaftes Naturdenkmal (FND), alle sind Einzelgebilde-Naturdenkmale (END).
Stand: 1. November 2016.

## Einzelgebilde (END)
| Name                     | Bild | Kennung     | Einzelheiten | Position | Fläche Hektar | Datum         |
| ------------------------ | ---- | ----------- | ------------ | -------- | ------------- | ------------- |
| Altfichte im Weilerwald  | BW   | 84170360229 | Jungingen    | ⊙        | 0,0           | 28. Apr. 1995 |
| 1 Linde „Friedenslinde“  | BW   | 84170360266 | Jungingen    | ⊙        | 0,0           | 28. Apr. 1995 |
| 2 Linden im Friedhof     |      | 84170360157 | Jungingen    | ⊙        | 0,0           | 12. Jan. 1962 |
| Legende für Naturdenkmal |      |             |              |          |               |               |